# NGC 1469
NGC 1469 是鹿豹座的一個星系。
 维基共享资源上的相關多媒體資源：NGC 1469
- NED – NGC 1469
- SEDS – NGC 1469
- SIMBAD – NGC 1469
- VizieR – NGC 1469